# Бьютт (аэропорт)
Муниципальный аэропорт Бьютт (англ. Butte Municipal Airport) — гражданский аэропорт, расположенный в девяти километрах к юго-востоку от центрального делового района города Бьютт (Аляска), США. Находится в управлении частной компании Butte Airman’s Association.

## Операционная деятельность
Муниципальный аэропорт Бьютт располагается на высоте 20 метров над уровнем моря и эксплуатирует одну взлётно-посадочную полосу:
- 7/25 размерами 550 x 15 метров с гравийным покрытием.[1]

За период с 31 декабря 2005 года по 31 декабря 2006 года Муниципальный аэропорт Бьютт обработал 860 операций взлётов и посадок самолётов (71 операций ежемесячно), все рейсы выполнялись авиацией общего назначения.